# Myopias punctigera
Myopias punctigera (лат.) — вид муравьёв рода Myopias (Formicidae) из подсемейства понерины (Ponerinae).

## Распространение
Юго-Восточная Азия, Индонезия (Mentawei Islands) и Таиланд.

## Описание
Среднего размера муравьи (около 1 см) коричневого цвета.
Отличается следующими признаками: глаза у рабочих средние и состоят примерно из 5 омматидиев по длиннейшей оси, размеры крупные для своего рода (общая длина тела рабочих TL от 11,40 до 11,50 мм, ширина головы HW от 1,85 до 1,90 мм, самки крупнее), жевательный край мандибул с 7-8 зубцами, тело покрыто ямками-пунктурами, голова и брюшко частично тело гладкие и блестящие.
Усики 12-члениковые. Мандибулы узкие и длинные, с клипеусом не соприкасаются, когда закрыты. Глаза самок расположены в передней боковой половине головы. Жвалы прикрепляются в переднебоковых частях передней поверхности головы. Медиальный клипеальный выступ прямой. Стебелёк между грудкой и брюшком состоит из одного членика (узловидного петиолюса) с округлой верхней частью. Брюшко с сильной перетяжкой на IV сегменте. Коготки задних ног простые, без зубцов на их внутренней поверхности. Голени задних ног с двумя шпорами (одной крупной гребневидной и другой простой и мелкой). Жало развито. Вид был впервые описан в 1900 году под первоначальным названием Trapeziopelta maligna var. punctigera Emery, 1900, позднее упоминается в качестве Myopias maligna punctigera (Emery, 1900).